# آژیر قرمز (فیلم ۲۰۰۲)
آژیر قرمز (فرانسوی: La Siren Rouge) یک فیلم دلهره‌آور و جنایی فرانسوی به کارگردانی الیویر مگاتن که در سال ۲۰۰۲ بر اساس رمانی به همین نام نوشته موریس جی. دانتک منتشر شده‌است.

## داستان
این فیلم داستان آلیس (الکساندرا نگرائو) را روایت می‌کند که به کارآگاهی به نام آنیتا (آزیا آرجنتو) اعتراف می‌کند که مادرش اوا (فرانسس باربر) یک قاتل خطرناک است. اوا همچنین یک رهبر بسیار قدرتمند و ثروتمند یک سندیکای بزرگ جنایی است. او متوجه می‌شود که دخترش با پلیس ملاقات کرده و سعی می‌کند او را متوقف کند. آلیس در ابتدا بدون اطلاع آنیتا و اوا از فرانسه فرار می‌کند و به پرتغال می‌رود تا با پدر ظاهراً مرده خود متحد شود. سرسپردگان اوا تعقیبش می‌کنند. آلیس در حین فرار با یک مزدور به نام هوگو (ژان-مارک بار) آشنا می‌شود که سپس به آلیس به عنوان محافظ او در سفرش برای یافتن پدرش می‌پیوندد. آنیتا نیز به دنبال او سفر می‌کند. پس از نزدیک شدن سرسپردگان اوا، اوا دوباره ظاهر می‌شود تا دخترش را «بازپس‌گیری» کند.